# روبرت ناوسب
روبرت ناوسب (بالإنجليزية: Robert Nauseb)‏ ، من مواليد 23 أغسطس 1974، لاعب كرة قدم ناميبي.
و قد لعب مع منتخب ناميبيا لكرة القدم.

## روابط خارجية
- روبرت ناوسب على موقع الاتحاد الدولي (مؤرشف)  (الإنجليزية)
- روبرت ناوسب على موقع قاعدة بيانات كرة القدم.إي يو (الإنجليزية)
- روبرت ناوسب على موقع ناشيونال فوتبول تيمز (الإنجليزية)
- روبرت ناوسب على موقع عالم كرة القدم.نت (الإنجليزية)
- روبرت ناوسب على موقع كووورة